# 법심리학
법심리학(法心理學,legal psychology 또는 forensic psychology)은 심리학의 분야 중 하나로 법 시스템을 심리학적으로 접근하는 학문이다. 법심리학 중에서  법과학(forensic)에 근거한 법정 심리학(forensic psychology)은 재판, 사법 등에서 작용하는 심리에 대해 연구한다.
법 심리학자들은 일반적으로 기본적인 사회적, 인지적 원리로서의 목격자 기억, 배심원 결정, 조사 및 인터뷰와 같은 법적 시스템상의 절차와 관련되거나 전문가증언, 변론 자문에 적용되기도 한다. 법 심리학 분야는 법 분과와 심리학의 분과로 인정받고 있다.
한편 범죄자 프로파일링은 광의의 법심리학에서뿐만아니라 범죄심리학으로도 분류될 수 있다.

## 목적
법심리학(法心理學)을 법의 성립과 작용을 심리학적 입장에서 연구하는 학문이라고 정의했을 때 법심리학(legal psychology)은 심리학이 일반적인 혹은 특수한경우에서 사람들의 생각, 감정, 행동, 인지능력 등이  법에 반영될 수 있도록 적법한 사회과학적 방법을 제공한다는 데에 주목할 필요가 있다.
한편 법은 엄격한 법과학(forensic)적 증거에 대한 기준으로 법의학에서처럼 심리학적 평가(assessment)나 심리검사(psychological testing)등을  과학적 증거로 채택하는데 있어서 통계적이고 윤리적인 시점에서 지속적인 접근을 하고있다.
한편 광의의 법심리학은 도덕성의 필요 가치만큼이나 법제도의 이해가 사회심리학적으로 중요하다는 점에서 법률적 해석(Legal interpretation) 및 법률 텍스트가 언어 및 심리적 과정에서 이해되는 영향도 주요하게 다루려고 한다. 이러한 맥락은 법률에서 사용되는 개념이나 문장의 유형이  일반인이 이해하는 데 문제가 없도록 지속적으로 개선해오고있는 현 추세에 있어서 법언어학(legal linguistics)과 법심리학의 공통된 영역에대한 노력을 시사한다.

## 한국심리학회
법심리학은  한국심리학회 제12분과이다.

## 같이 보기
- PCL-R
- IQ테스트